# Народний фронт (Україна)

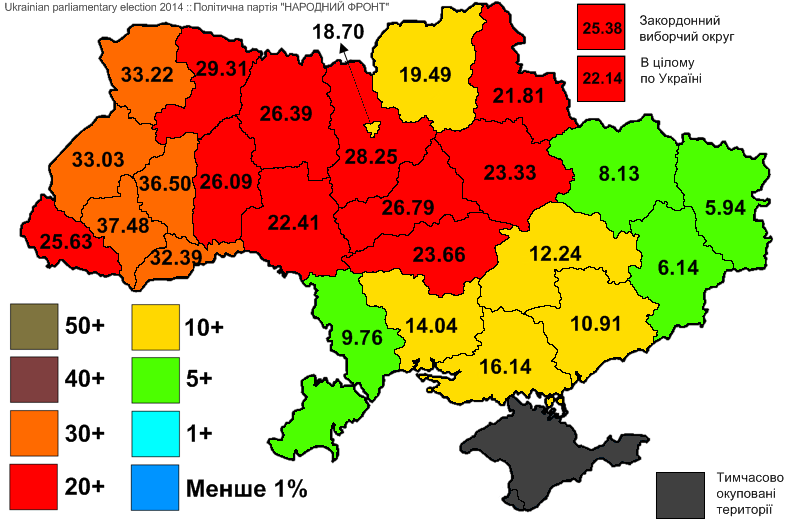
Результат Народного фронту по регіонах України на Парламентських виборах 2014 року

Народний фронт — політична партія, створена Арсенієм Яценюком і Олександром Турчиновим у 2014 році. У Верховній Раді VIII скликання єдина партія, яка виконала передвиборчу програму на 100%. 
До створення партії багато членів партії, зокрема Арсеній Яценюк, Олександр Турчинов, Людмила Денісова та інші, були членами партії ВО «Батьківщина»

## Історія
Партія була зареєстрована Мін'юстом України 31 березня 2014 року. Яценюк та Турчинов вийшли з «Батьківщини» після того, як 21 серпня 2014 року політичний з'їзд партії вирішив, що Юлія Тимошенко очолить список партії на виборах у парламент Свій перший з'їзд «Народний фронт» провів 10 вересня 2014. На цьому з'їзді Яценюк був обраний головою політради партії, тоді як Турчинов очолив центральний штаб. Також засновниками партії стали командири батальйонів територіальної оборони, які беруть участь в антитерористичній операції на сході України. Вони увійшли до «військової ради» партії (проте самі не є повними членами партії).
У вересні 2014 року з'явилась інформація, що «Народний фронт» та «Блок Петра Порошенка» провели перемовини щодо спільної участі у виборах до Верховної Ради. Станом на 12 вересня, дві політсили лише дійшли згоди, згідно з якою «Блок Петра Порошенка» не виставить своїх кандидатів у 10 мажоритарних округах, щоб не створити конкуренцію «Народному фронту». Наступного дня Яценюк заявив, що «Народний фронт» братиме участь у виборах самостійно.
Перша десятка списку партії на парламентські вибори 2014 року:
1. Арсеній Яценюк
2. Тетяна Чорновол
3. Олександр Турчинов
4. Андрій Парубій
5. Андрій Тетерук
6. Арсен Аваков
7. Вікторія Сюмар
8. В'ячеслав Кириленко
9. Лілія Гриневич
10. Юрій Береза

На позачергових виборах до Верховної ради 2014 року партія «Народний фронт» набрала найбільшу кількість голосів виборців (3 488 114 голосів — 22,14 %), що дозволило їй у Верховній Раді України VIII скликання отримати 64 мандати за партійними списками.
У жовтні партія заявила, що готується до парламентських виборів. У січні 2018 року на з'їзді партія мала визначитися з кандидатом на вибори Президента України 2019.
У парламентських виборах 2019 року участі не брала

### Виконання програми
Згідно з дослідженням порталу «Слово і діло», партія «Народний фронт» - єдина в парламенті VIII скликання виконала свою програму на 100% Верховна Рада розглянула 1190 законопроектів, ініційованих представниками «Народного фронту». З них ухвалено: законів – 330, постанов - 418, законопроектів у першому читанні – 74. 
Серед ключових рішень на виконання програми: конституційні зміни щодо стратегічного курсу держави на членство в ЄС і НАТО; Закон про національну безпеку; припинення дії договору про «дружбу» з РФ; Закон про забезпечення функціонування української мови як державної; запровадження квот для української мови на радіо і телебаченні; декомунізація; запровадження децентралізації; впровадження системи прозорих держзакупівель «Прозорро»; закони щодо забезпечення роботи Національного антикорупційного бюро; впровадження обов’язкового електронного декларування статків чиновників; зниження податкового навантаження (ЄСВ зменшено з 41 до 22%); Закон про соціальний і правовий захист військовослужбовців та членів їх сімей

## Структура
Голова Політичної ради партії — Арсеній Яценюк.
Керівник Центрального штабу, член Політичної ради партії «Народний фронт» — Олександр Турчинов.
Голова фракції «Народний фронт» у Верховній Раді — Максим Бурбак.
У 2017 році в секретаріаті партії працюють 655 осіб.

### Військова рада
Військова рада — спеціальний орган «Народного фронту». Займається розробкою пропозицій щодо зміцнення системи оборони Української держави.
Військова рада утворена 10 вересня 2014 року з'їздом партії «Народний фронт». До складу увійшли голова штабу політичної партії «Народний фронт», голова Верховної Ради Олександр Турчинов, міністр внутрішніх справ Арсен Аваков, координатор групи «Інформаційний спротив» підполковник Дмитро Тимчук, народний депутат, колишній в.о. Глави Адміністрації Президента, один із ініціаторів створення Національної гвардії України Сергій Пашинський, колишній секретар РНБО, комендант Євромайдану і організатор загонів Самооборони Майдану Андрій Парубій.
Основу Військової ради складають провідні командири добровольчих батальйонів, які беруть активну участь в антитерористичній операції на Донбасі. Це командир добровольчого батальйону «Азов» Андрій Білецький, комбат «Дніпро-1» Юрій Береза, «Артемівськ» — Костянтин Матейченко, «Чернігів» — Роман Пицків, «Миротворець» — Андрій Тетерук, «Київ-1» — Євген Дейдей, «Золоті Ворота» — Микола Шваля, командир роти батальйону «Айдар» — Ігор Лапін, заступник комбата Нацгвардії — Сергій Сидорин та боєць батальйону «Київська Русь» Михайло Гаврилюк.

### Політична рада
Станом на вересень 2014, до політради входять: Арсен Аваков, Лілія Гриневич, В'ячеслав Кириленко, Павло Петренко, Андрій Парубій, Олександр Турчинов, Арсеній Яценюк, Тетяна Чорновол.

### Координаційна рада
Також у партії є Координаційна рада, до складу якої входять члени політради й керівники обласних організацій «Народного фронту».

## Ідеологія та програма
Партія позиціонує себе як команда лібералів в економіці.
Чотири основні мети партії:
1. Створити гвардію, нову армію та сильний сектор безпеки й оборони.
2. Накласти санкції на Росію.
3. Підтримати непопулярні заходи жорсткої економії.
4. Уникати політичних конфліктів в уряді.

Головними пріоритетами реформ в державно-правовій сфері партія вважає наближення України до європейських стандартів управління, істотне обмеження корупції, децентралізацію і розвиток місцевого самоврядування.

### Національна безпека
Вступ до НАТО як стратегічний курс.
Реформування армії, оснащення ЗСУ, інших військових формувань.
Захист інформаційного простору та протидія ворожій пропаганді.

### Зовнішня політика
Швидка імплементація Угоди про асоціацію між ЄС та Україною.
Надання міжнародної допомоги на відновлення зруйнованих війною території як «План Маршалла для України».

### Політична система
Кадрове очищення та оновлення органів влади за активної участі громадськості, радикальне скорочення числа державних службовців зі збереженням нинішнього фонду заробітної плати.
Електронне декларування чиновниками, розкриття структури власності підприємств.
Реформа правоохоронної та судової систем, запровадження суддівського самоврядування за активної участі громадськості.
Боротьба з корупцією через створення незалежних антикорупційних органів.

### Економіка
Дерегуляція економіки, спрощення дозвільної системи та зменшення кількості перевірок для бізнесу.
Демонополізація та стимулювання вільної конкуренції.
Розвиток меценатства та посилення соціальної відповідальності бізнес.

### Соціальна політика
Посилення соціального захисту військовослужбовців, зокрема, інвалідів війни, підвищення престижу військової служби.
Скасування субсидій на ЖКГ для малозабезпечених громадян.

## Фінансування
Народний фронт як переможець минулих парламентських виборів отримав найбільшу суму держкоштів протягом 2016—2018 років — 296 мільйонів гривень.
Від приватних донорів партія одержала 5966 гривень. Уся ця сума надійшла одним платежем від нардепа від «Народного фронту» Олександра Присяжнюка в листопаді 2017 року. Відтоді й до вересня 2018 року включно партія не отримувала жодних приватних внесків.

## Скандали

### Проєкт кордону «Стіна»
Проєкт з інженерного облаштування кордону «Стіна», широко анонсований у 2014 році тодішнім прем'єр-міністром Арсенієм Яценюком, вже коштував 680 мільйонів гривень. 
За даними Державної прикордонної служби України на проєкт «Стіна» витрачено 680 млн грн. Генеральних підрядників із будівництва «Стіни» ДПСУ обрала без конкурсних процедур у закритому режимі. У службі не змогли пояснити причини обрання нинішніх підрядників.
У грудні 2021 року було оголошено про завершення Проєкт «Стіна», загальна його вартість склала 2,5 млрд грн. Замість «Стіни» Кабмін схвалив нову програму з облаштування державного кордону на 36 млрд грн.
Станом на липень 2017 року 100 мільйонів гривень з проєкту «Стіна» було привласнено посадовцями-прикордонниками та підрядниками, повідомила місяць тому Генпрокуратура.
Пізніше у цій справі фігурувала цифра у рази менша  - 16 млн грн. Перед судом постали 3 посадові особи Дежрприкордонслужби та виконавці робіт
Арсеній Яценюк заявив, що Росія намагається зіпсувати імідж проєкту «Стіна», бо не хоче посиленого кордону між країнами і заперечив звинувачення його в організації будь-яких неправомірних дій.
У 2020—2023 роках Арсеній Яценюк судився з політологом Олегом Соскіним в справі про захист своєї репутації, пов'язаної зі статтею в журналі "Главред" про можливе розкрадання Яценюком бюджетних грошей з проєкту.

### Закупівля газу
Одеський бізнесмен Ігор Учитель з листопада 2015 року веде бізнес зі структурою екс-нардепа від «Народного фронту» та близького соратника Арсенія Яценюка Миколи Мартиненка. Через підконтрольну «Юг-Газ» Учитель закуповує газ в австрійської Antra Gmbh, яку пов'язують з Мартиненком.
Лондонська «прокладка» Moston Properties Limited весною 2015-го виграла умовний тендер «Укргазвидобування» на поставку колтюбінгового комплексу вартістю $ 5,8 млн. Moston Properties Limited пов'язана з Ігорем Учителем через адвоката Артема Сідєльнікова, який був довіреною особою Учителя на парламентських виборах 2014 р. та очолює низку фірм з орбіти одеського бізнесмена.
Угода з Moston укладена незадовго до зміни керівництва «Укргазвидобування». Нове керівництво «Укргазвидобування» не сплатило Moston половину з $5,8 млн. Після цього в лондонського постачальника з'явився публічний захисник — народний депутат з фракції «Народний фронт» Ігор Поляков. Він звернувся до ГПУ із заявою про порушення в УГВ під час проведення тендерів вже новим керівництвом.

### Тютюнова фабрика
Програма «Схема» провела розслідування щодо причетності партії до товариства з обмеженою відповідальністю «Юнайтед Табако», яке існує з 2016-го і розташоване у місті Жовті Води і випускає цигарки Pull з підробленими акцизними марками.
Фірма пов'язана із депутатом Верховної Ради від «Народного фронту» Олегом Кришиним й опосередковано, через братів Руслана та Миколу Журил, із екс-депутатом від цієї політсили Миколою Мартиненком.
При цьому журналісти вказують, що звернулися до Міністерства фінансів для проведення експертизи акцизної марки, де підтвердили, що з одинадцяти наданих пачок, з оригінальною маркою була лише одна.
Представник фракції «Народний фронт» Олег Кришин заперечує свою причетність до тютюнової фабрики.

### Захопленням нерухомості
У червні 2016 року компанія ТОВ «БФ Груп» силою захопила приміщення фітнес-центру «Софійський», не витримавши відведений ДВС термін на добровільне виселення й здачу майна.
Компанію заснували родич очільника «Народного Фронту» Арсенія Яценюка Володимир Яценюк та Юрій Грищенко, донедавна помічник народного депутата нарфронтівця Андрія Іванчука. Директором «БФ Груп» останні 6 років значиться все той же Юрій Грищенко.

### Закупівля для армії
У квітні 2018 році депутати від «Народно фронту» підпали під розслідування видання «Новое время» і де йшлося про засекречений контракт, укладений Міноборони на 2016—2017 роки щодо поставок Житомирським бронетанковим заводом бойових машин піхоти (БМП).
За словами редактора видання Віталія Сича, після публікації редакція отримала вимоги спростування і погрози судових позовів, а адвокати Пашинського попереджали про людей, що готові «рвати» видання.
Сергій Пашинський порадив Сичу звернутись до правоохоронців, якщо тому хтось погрожував, і пообіцяв, у разі необхідності, брати участь у будь-яких слідчих діях. Водночас, за словами депутата, матеріал журналу «Новое время» є атакою «на спроби України підвищити обороноздатність армії».
Пізніше стало відомо про позов до суду на журнал від Сергія Пашинського, а також кількох згаданих у матеріалі людей.

### Фінанси
У січні 2017 року у Львові під час отримання хабаря у 140 тисяч гривень було затримано Петра Яремчука, помічника народного депутата від «Народного фронту» Юрія Савчука.
Згідно з даними громадського руху «Чесно» у 2016 році «Народний фронт» не відобразив у фінансовому звіті партії близько 1,3 млн грн витрат на 646 новини на 11 провідних сайтах, які були зроблені на основі прес-релізів.
ВГО «Комітет виборців України» звинувачує партію в уникненні звітування перед НАЗК та ухилення від сплати податків через відсутність реєстрації понад 600 осередків партії як юридичних осіб.
Деякі депутати партії звинувачуються у незаконному збагаченні. Нотаріус Ольга Миколаївна Пинзеник, дружина народного депутата від «Народного фронту» Павла Пинзеника за підсумками 2016 року задекларувала надходження 14 млн грн від професійної діяльності. Це у сім разів перевищує доходи, отримувані нею протягом останніх п'яти років. Про це свідчать дані декларацій Павла Пинзеника за 2012—2016 роки.

#### ЗвинуваченняЄвгена Дейдея
За даними ГПУ, у період з 18 грудня 2014 до 26 грудня 2016 року Євген Дейдей набув у спільну сумісну власність  з дружиною офіційно підтверджених активів на суму 6 133 690.95 грн., що у понад 4,2 рази перевищує сукупний дохід подружжя.
ГПУ просила Верховну Раду дати згоду на притягнення до кримінальної відповідальності нардепа за підозрою у вчиненні правопорушення за ч. 3 ст. 368-2 КК України — «незаконне збагачення». Регламентний комітет ВР вирішив, що подання ГПУ на притягнення до відповідальності нардепа (НФ) Євгена Дейдея є «недостатньо обґрунтованим, мотивованим і не містить конкретних фактів».
3 липня 2018 року Верховна Рада України не дала згоди на притягнення до кримінальної відповідальності і позбавлення депутатської недоторканності депутата фракції «Народного фронту» Євгена Дейдея.

## Критика
13 січня 2015 року більшість (69 з 82) депутатів від «Народного фронту» не голосували за проєкт Закону про внесення змін до статті 41 Закону України «Про акціонерні товариства» (щодо кворуму загальних зборів акціонерних товариств з мажоритарними корпоративними правами держави) (№ 1310). Журналіст і нардеп Сергій Лещенко побачив у цьому підтвердження зв'язків олігарха Ігора Коломойського з «Народним фронтом», оскільки Коломойський через це втрачає контроль над ПАТ «Укрнафта».
У квітні 2017 році між НАБУ та «Народним фронтом» виникли взаємні звинувачення в тиску на суддів. У Національному антикорупційному бюро України заявили, що народні депутати від партії «Народний фронт» зловживають своїм статусом і чинять тиск на суддів. 22 квітня представники «Народного фронту» у залі суду (по справі Мартиненка) заявили, що не згодні з позицією НАБУ щодо тиску на суддю.
Партію звинувачують у використанні нових антикорупційних органи у своїх приватних та партійних інтересах. Акції проти НАБУ та САП у липні 2018 року політологи оцінюють як конфлікт між «БПП» і «Народним фронтом». Так Богдана Бабич оцінює конфлікт між головою «Центру протидії корупції» Віталієм Шабуніним та головою Соціалістичної партії Іллєю Ківою.У листопаді 2018 року Світлана Заліщук, народний депутат від БПП заявила, що «Народний фронт» блокує створення тимчасової слідчої комісії щодо розслідування фактів нападів на активістів. Депутатка заявила, що ще 22 жовтня група народних депутатів подала до регламентного комітету проєкт постанови про створення ТСК для проведення розслідування відомостей щодо нападів на громадських активістів у 2017—2018 роках.

### Кнопкодавство
Громадський рух «Чесно» зазначає, що заступника голови фракції «Народний фронт» Андрій Іванчук у травні 2018 голосував не тільки за себе (кнопкодавство) за внесення змін до Закону України «Про публічні закупівлі».
У жовтні 2018 року було помічено 7 фактів кнопкодавства від депутатів партії.